# Monchina (cheval)
Pour les articles homonymes, voir Monchina.
Le Monchina (monchinu en cantabre, monchina en espagnol) est une race de poneys rustiques originaire de Cantabrie, communauté autonome de l'Espagne. Vestige des chevaux traditionnels de la région, il est très proche de l'Asturcón.

## Histoire
L'origine de la race remonterait à la préhistoire, les peintures rupestres de la caverne d'Altamira présentant une ressemblance avec la race actuelle. Son berceau se trouve dans les montagnes cantabriques du Nord-Est de cette région. Il est le poney du Nord de l'Espagne présentant le type le plus proche du poney celte. L'adaptation au milieu naturel a longtemps permis aux propriétaires de Monchina de les mettre au travail agricole à peu de frais. Un programme de conservation est mis en place en 1996, un stud-book est créé l'année suivante.

## Description

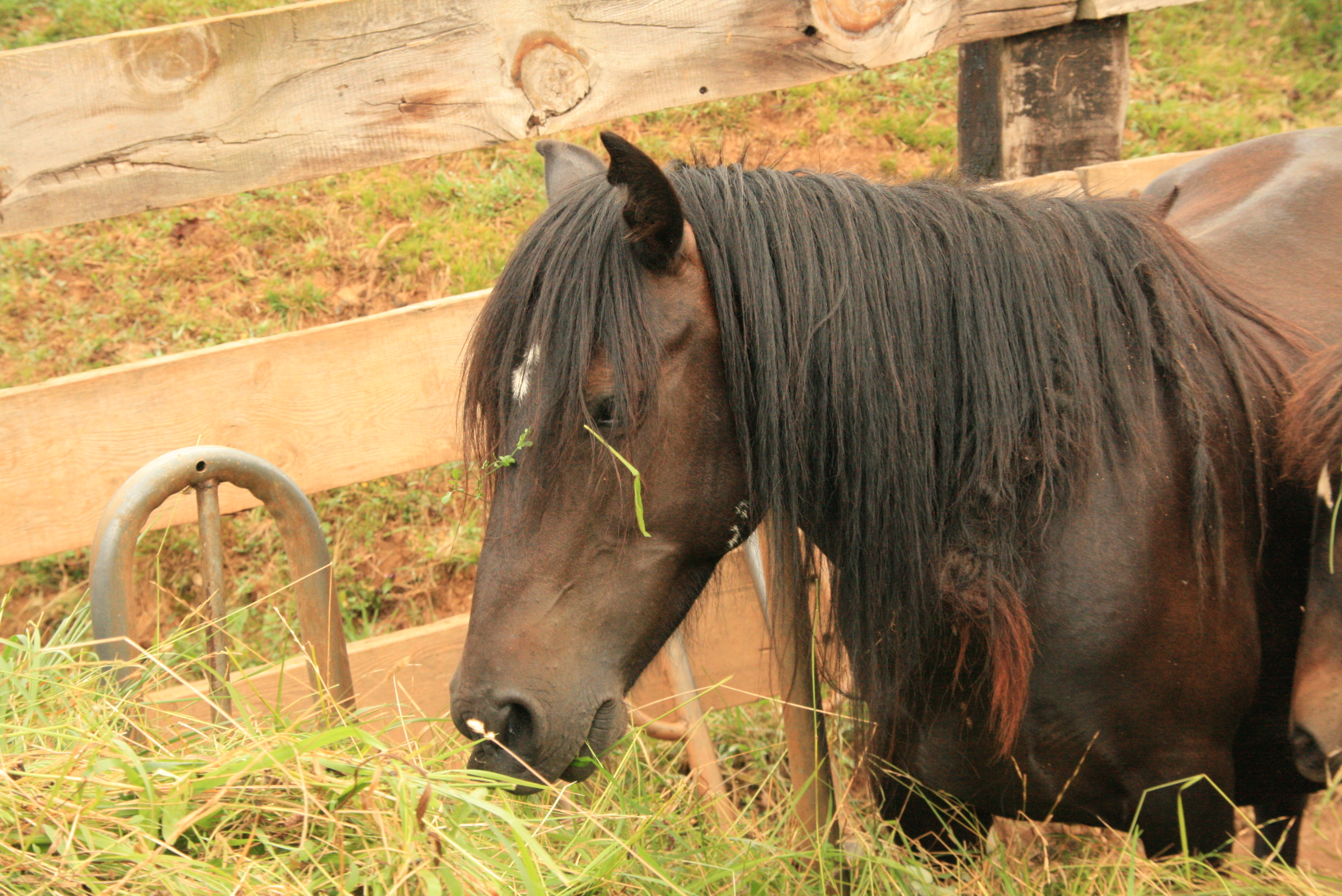
Détail sur la tête.

CAB International (2016) indique une taille moyenne de 1,25 m à 1,40 m. Le guide Delachaux  (2014 et 2016) donne une fourchette plus haute, de 1,35 m à 1,47 m. La base de données DAD-IS fournit des données peu réalistes, une taille moyenne de 1,47 m chez les mâles et les femelles, pour un poids médian respectif de 250 et 200 kg.
Il présente le type du poney celte. Sa morphologie générale est sub-bréviligne à bréviligne. La tête est grande, dotée de lèvres épaisses, de grands yeux et de petites oreilles, de profil rectiligne, subconcave à concave,. L'encolure est courte et forte. Le poitrail est large, le dos peut être creux, le ventre a souvent du volume. La croupe est courte, large et inclinée, avec une queue attachée bas. Les membres, fins, sont terminés par de petits sabots. Crinière et queue sont abondantes, une « barbe » pousse souvent en hiver.

### Robe
La robe est noire ou baie sous toutes les variantes, et doit présenter des crins noirs,. Des marques blanches discrètes en tête et de petites balzanes sont possibles, mais seules les marques peu étendues sont autorisées.

## Tempérament et entretien
Le Monchina est très rustique. Il est considéré comme adulte à trois ans, et reste productif jusqu'à l'âge de 25 ans. Sa sélection est assurée par la Asociación Española de Criadores de Ganado Equino de Raza Monchina.

## Utilisations
Le Monchina est surtout élevé pour sa viande, bien qu'il puisse aussi être bâté ou attelé. S'il est écrit dans le guide Delachaux qu'il a influencé la race de l'Exmoor, le plus sérieux dictionnaire de CABI indique à l'inverse que le Monchina a influencé la race de l'Exmoor via le Katerfelt.

## Diffusion de l'élevage
Il est classé comme race locale native d'Espagne. La race est surtout présente dans la région de Guriezo en Cantabrie, et de façon plus rare en Castille-et-León, dans les Asturies et au Pays basque. Fin 2003, environ mille individus sont recensés ; en 2016, la race compte 844 représentants enregistrés. Il est considéré comme étant en danger d'extinction (2019). L'étude menée par Rupak Khadka de l'Université d'Uppsala, publiée en août 2010 pour la FAO, signale le Monchina comme race de chevaux européenne locale en danger d'extinctiion, mais bénéficiant de mesures de protection.